# Herbert C. Swim
Herbert C. Swim  fue horticultor rosalista estadounidense que creó nuevas razas de rosas con pétalos que no se desvanecen o se queman en el sol ardiente, y que, cuando la flor se marchita, caerán sus pétalos limpiamente. El follaje, también es duradero en el calor.

## Historia
Herbert C. Swim trabajó con cruces del grupo híbrido de té, Floribunda y trabajó con la nueva línea abierta por el Dr Walter E. Lammerts con el grupo Grandiflora. Herbert C. Swim entre 1941 a 1982 originó unas 115 patentes, y por sí solo originó unas 76 patentes de rosas
Según Herbert C. Swim, lo más cerca que llegó a su objetivo de creación de nuevas rosas fue 'Forty-niner'- un cruce entre 'Charlotte Armstrong' y 'Contrast'. Fuera de este cruce también vinieron 'Aplaus' (que la que ganó Swim su primera medalla de oro en Bagatelle) y 'Multnomah' (que Swim considera una "espectacular rosa en el Noroeste"...)
Durante una década a partir de 1954, Herbert C. Swim colaboró con O. L. Weeks de la empresa "Week's Wholesale Rose Grower" para producir una cantidad de rosas que han perdurado en el mercado actual. La más famosa es el 'Mister Lincoln', una rosa roja por excelencia, de tallo largo y rica en fragancia, que ha sido un éxito de ventas desde su lanzamiento a mediados de la década de 1960.
También estuvo colaborando con el Dr. David Armstrong de "Armstrong Nurseries" en la consecución de híbridos de nuevas rosas la segunda parte de la década de 1960. Con Ellis durante los años 1970 y con Jack E. Christensen a principios de la década de 1980.
De su colaboración con Ellis se consiguió el obtentor 'Double Delight' Swim & Ellis 1977, de bicolor de color carmesí en los extremos de los pétalos y color mezcla de albaricoques en el interior que fue votada como rosa favorita del mundo « The World's Favorite Rose »  en 1985.

## Selección de cultivares
Algunas de las variedades de Grandiflora y obtentores conseguidos por Herbert C. Swim : 

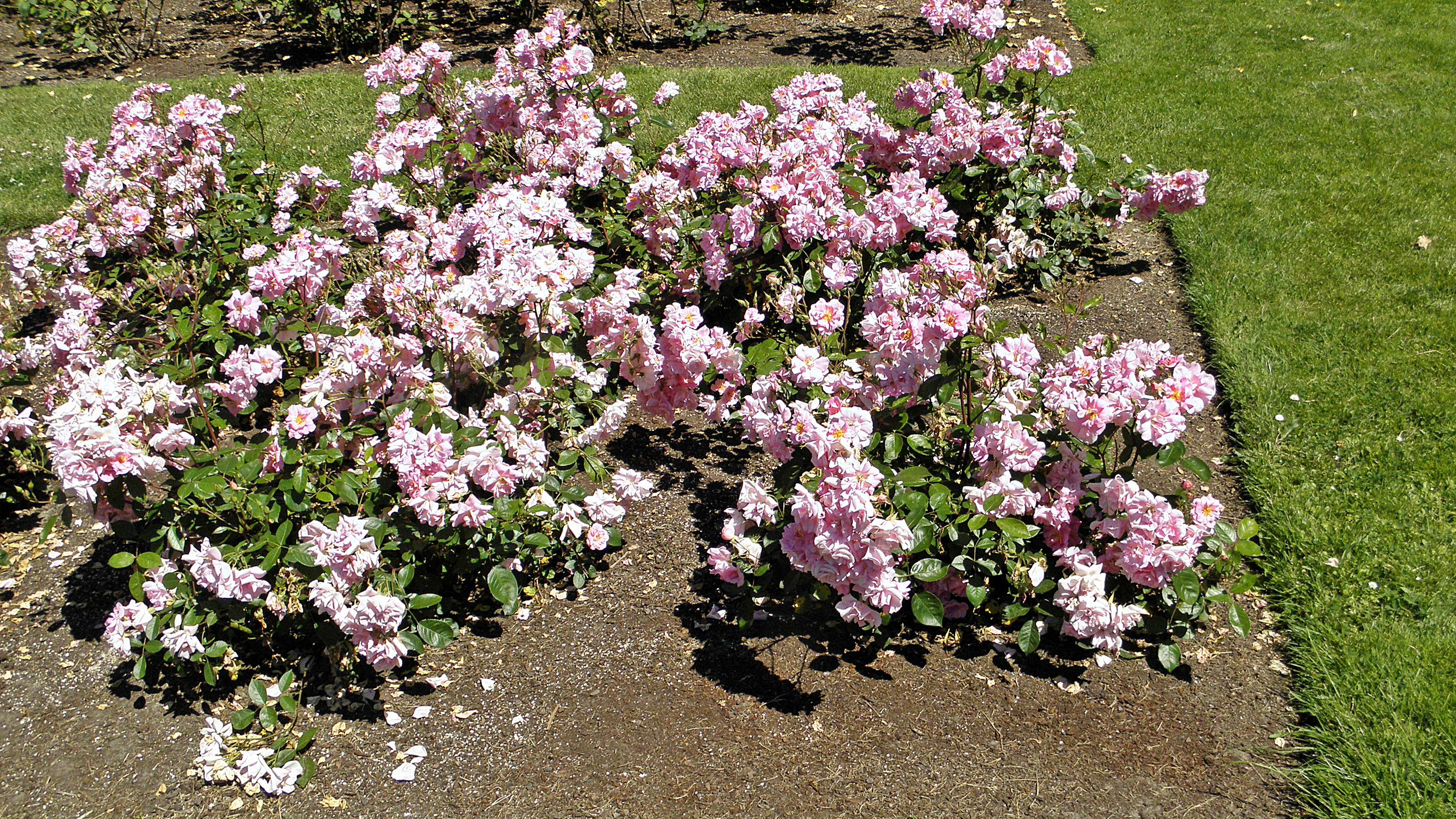
Floribunda 'Pinkie', Swim 1947. En el Bush's Pasture Park Rose Garden, Salem (Oregón).
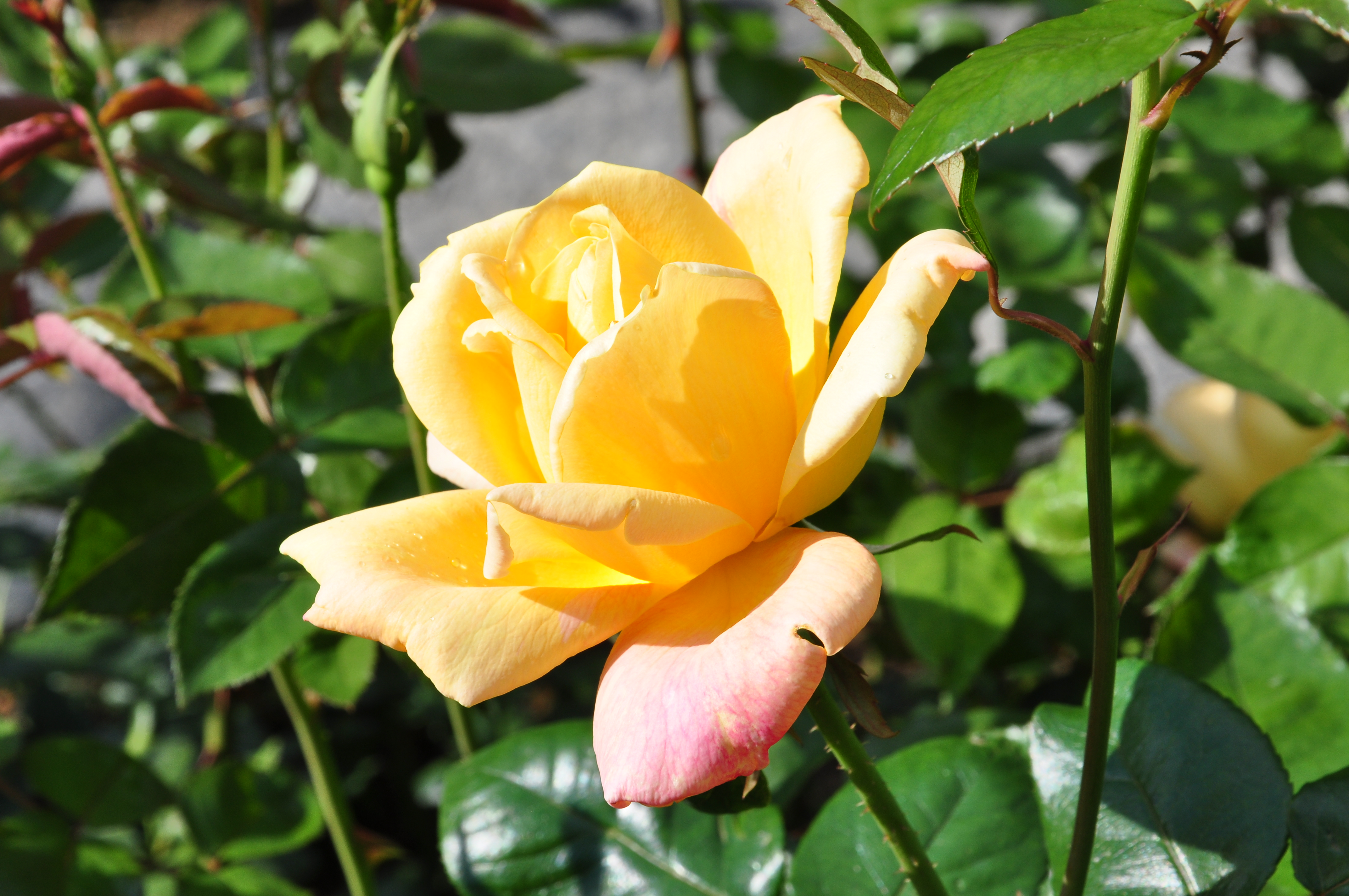
'Sutter's Gold' Swim 1950. En el Jardín para invidentes Duftrosengarten en Rapperswil (Suiza).
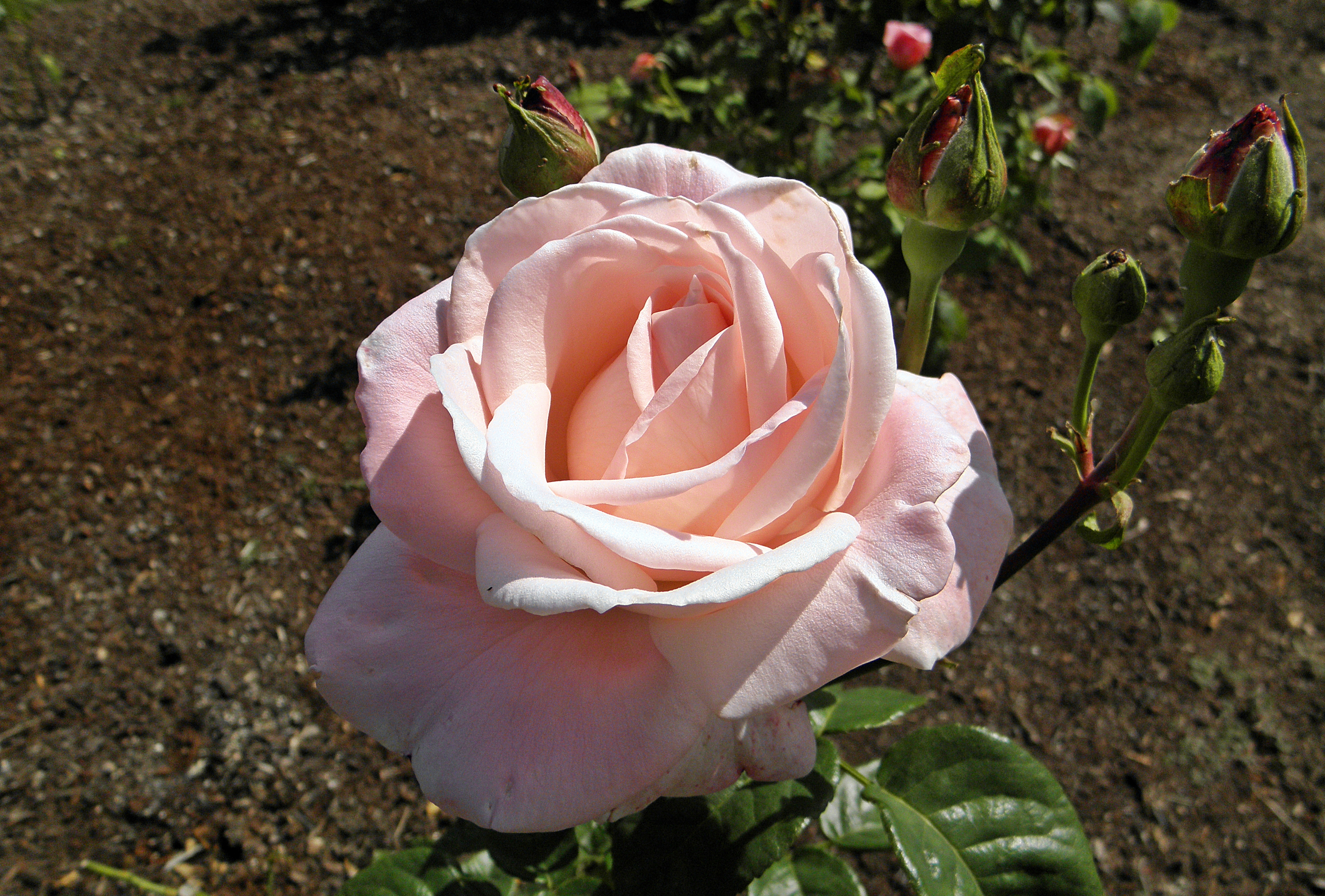
híbrido de té 'First Love', Swim 1951. En el Bush's Pasture Park Rose Garden, Salem (Oregón).
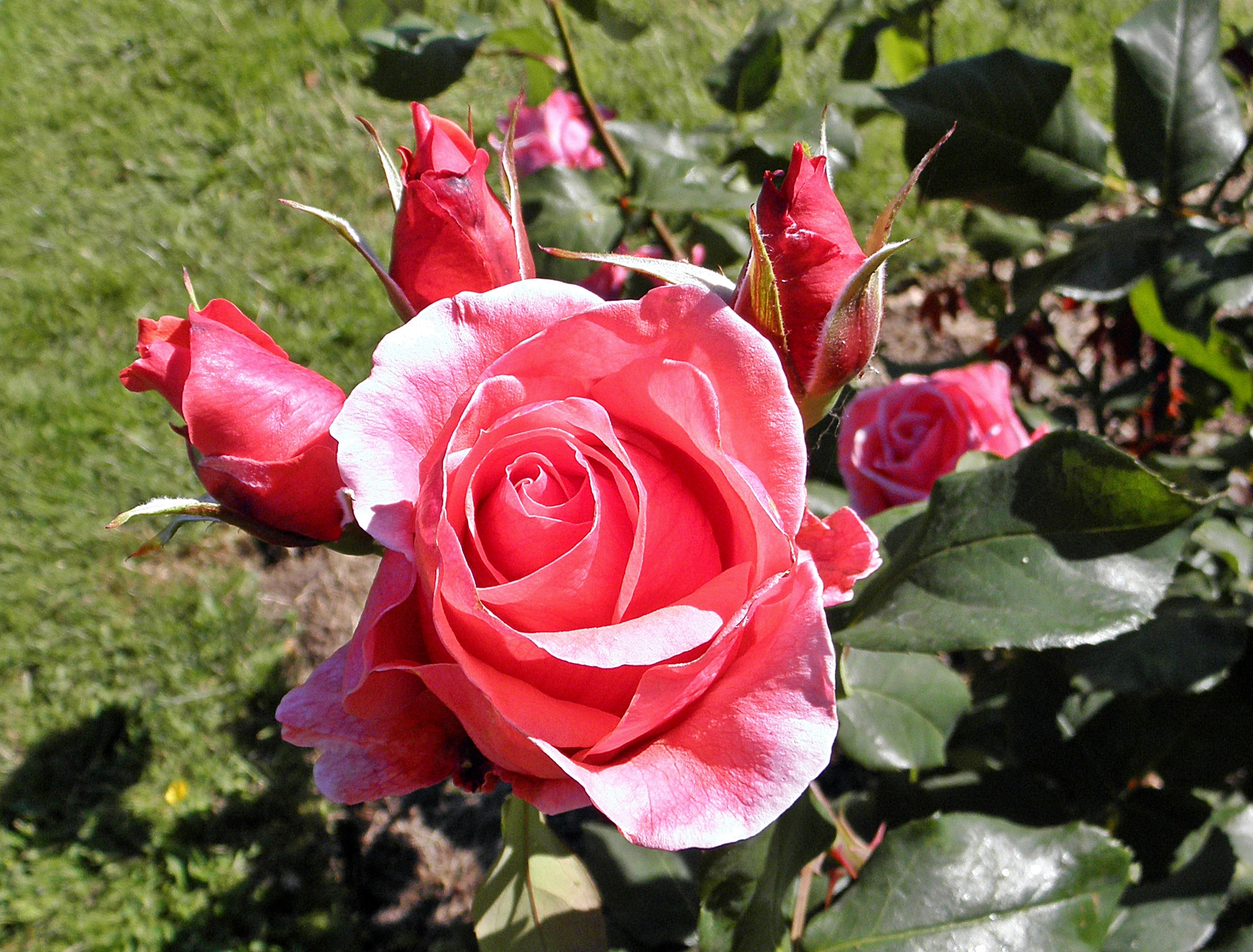
Grandiflora 'Montezuma', Swim 1955.
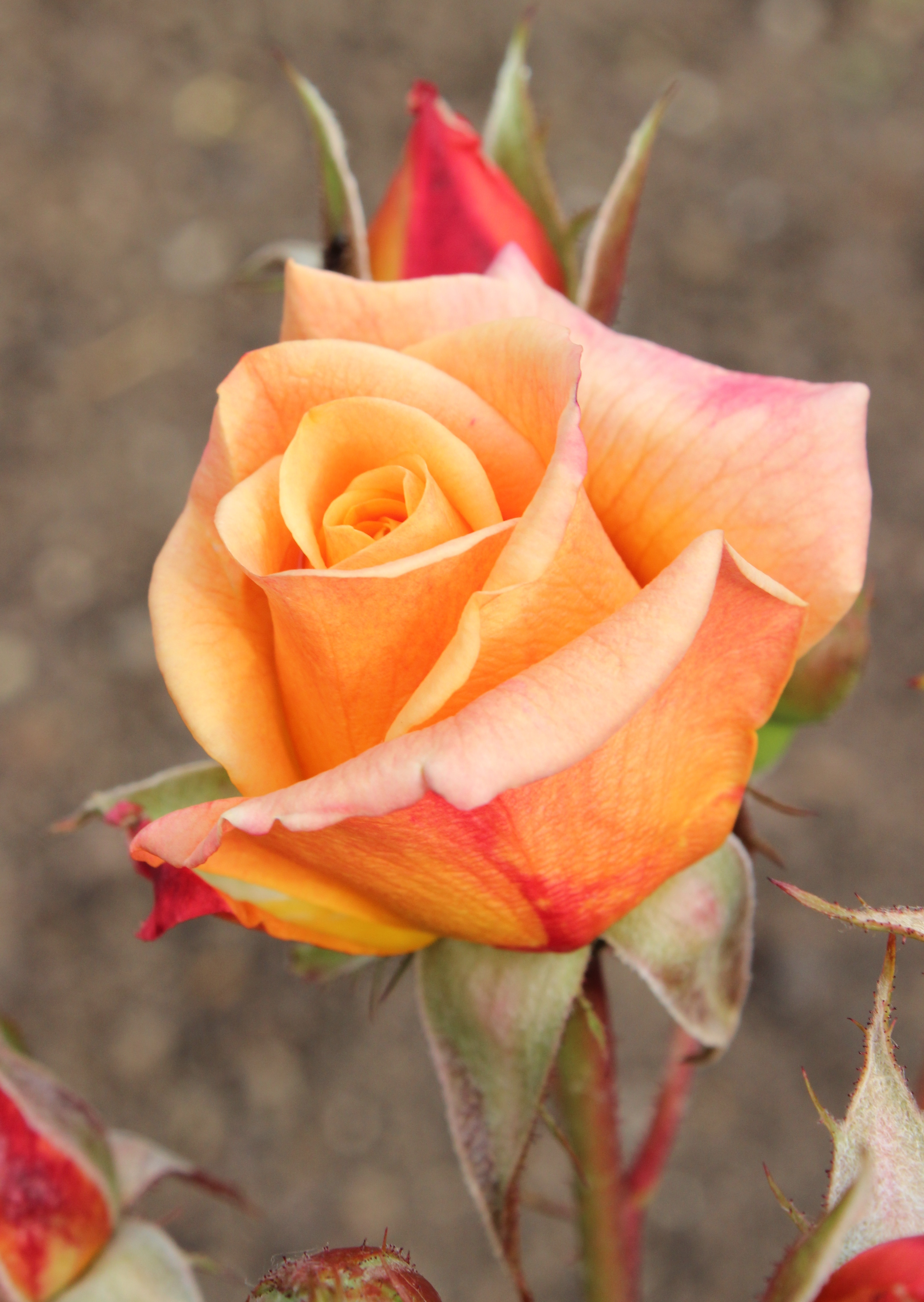
'Circus' Swim 1956. En el Rosarium Wettsteinpark de Viena.
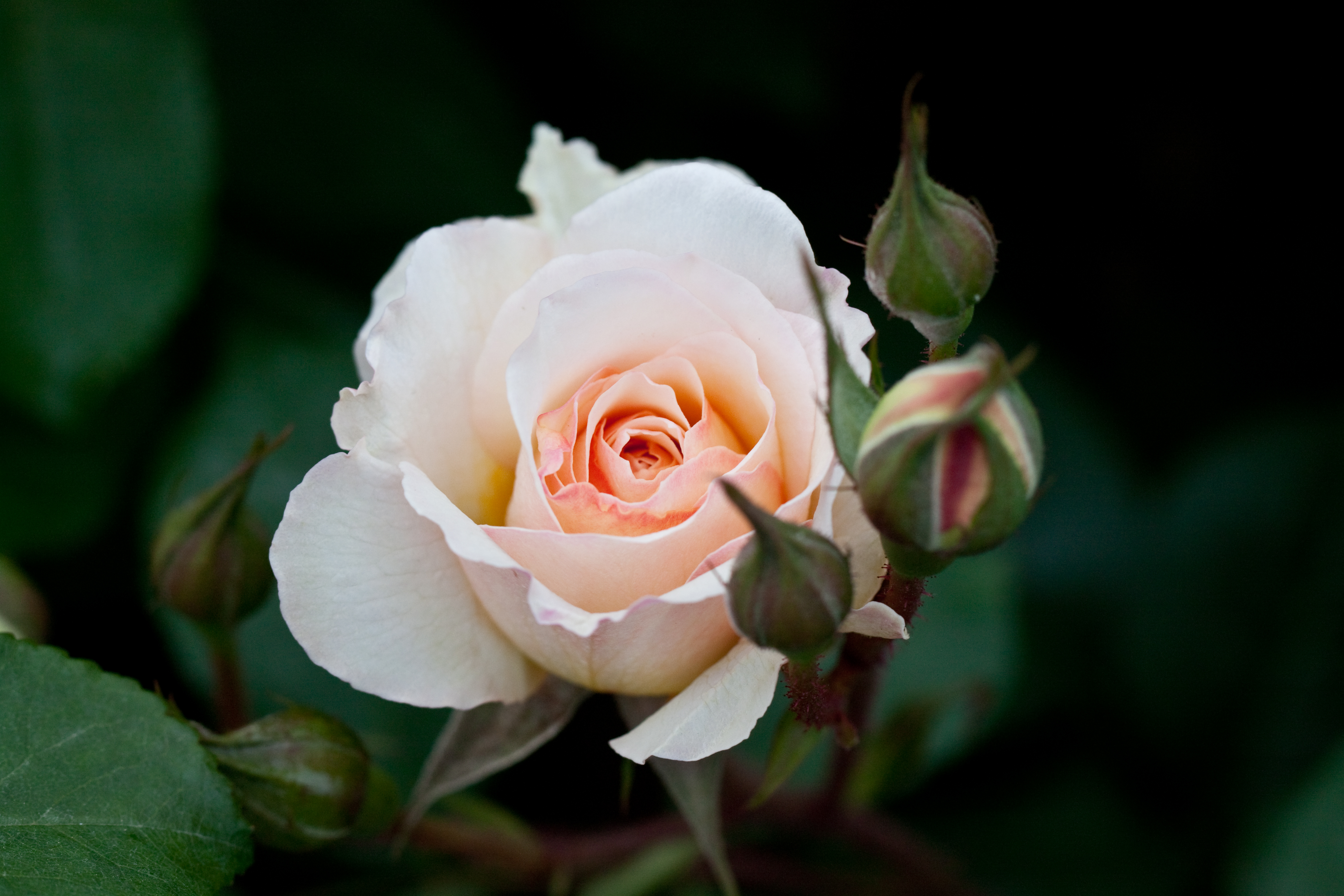
'Moonsprite', Swim 1956.
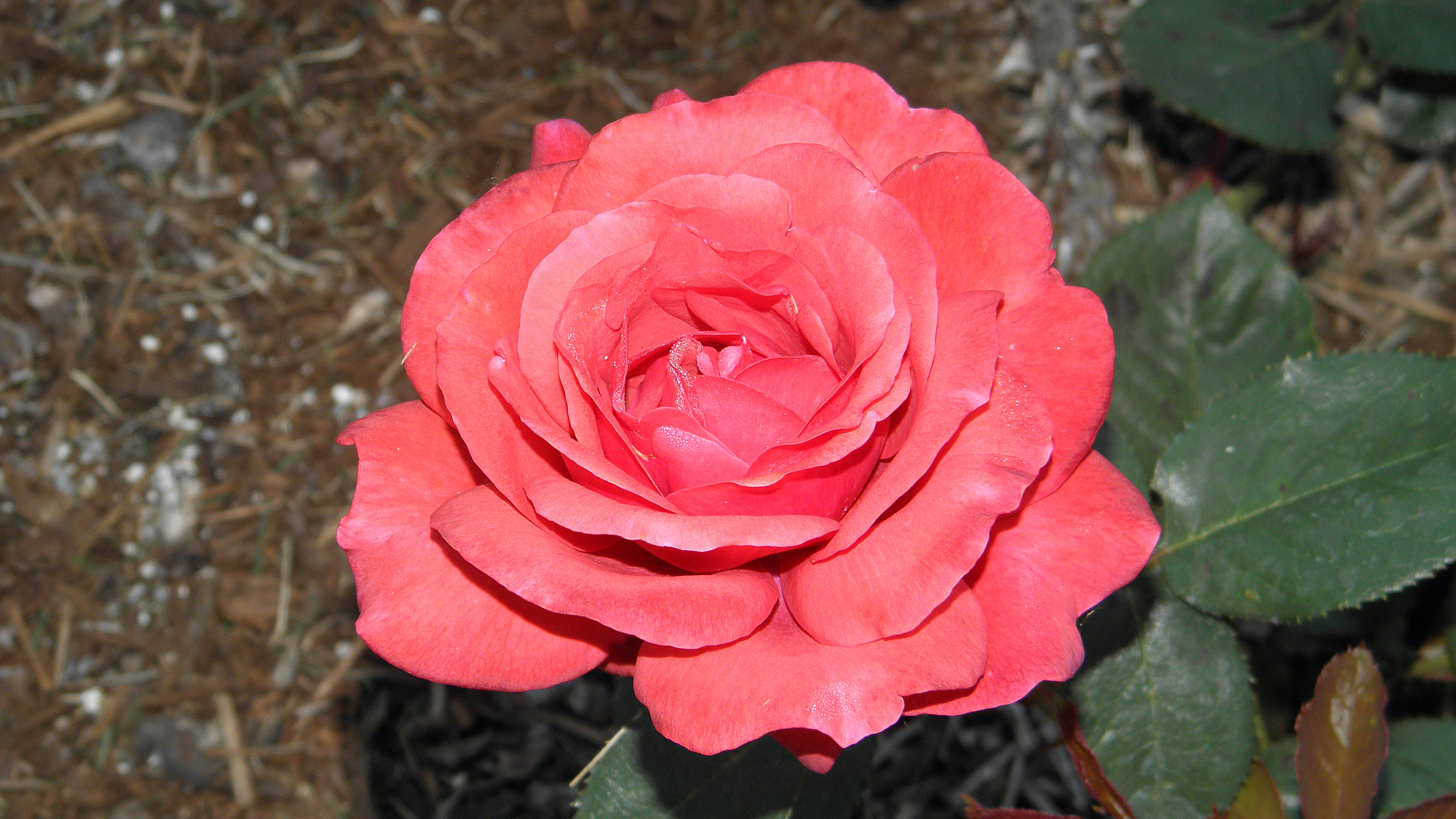
Floribunda 'Heat Wave', Swim 1958. En el Bush's Pasture Park Rose Garden, Salem (Oregón).
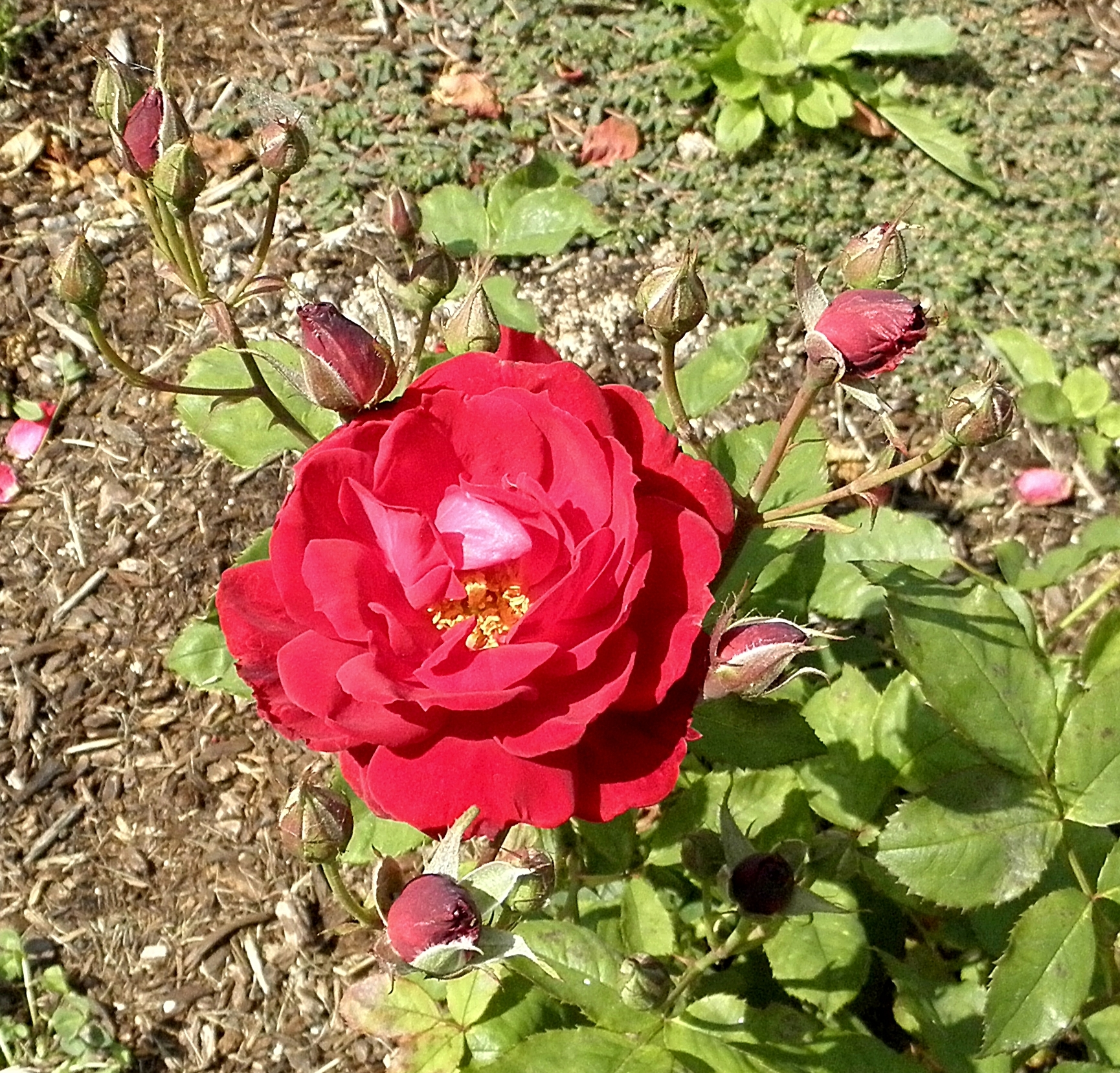
Floribunda 'Ruby Lips', Swim 1958.
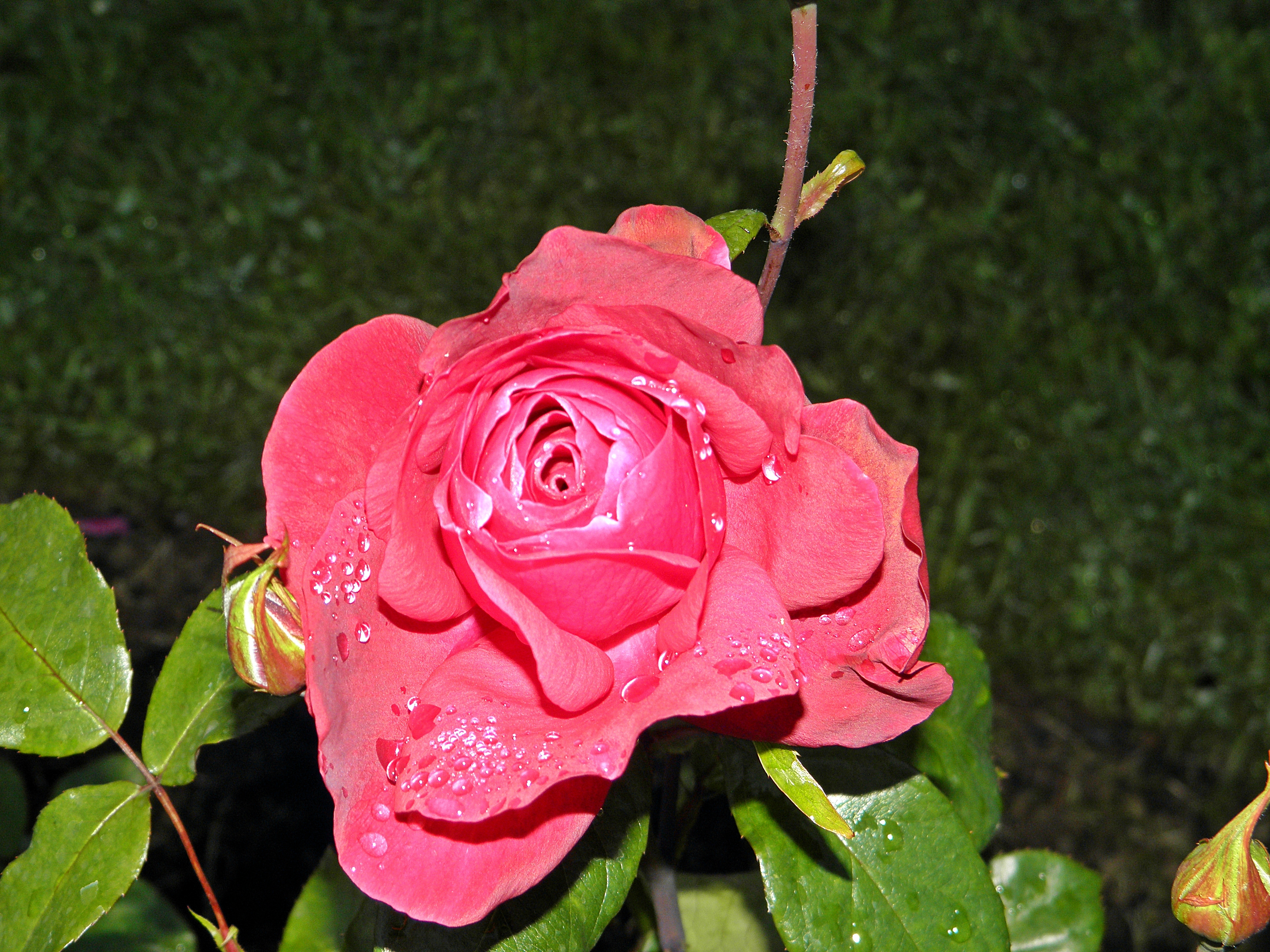
Grandiflora 'El Capitan', Swim 1959.  En el Bush's Pasture Park Rose Garden, Salem (Oregón).
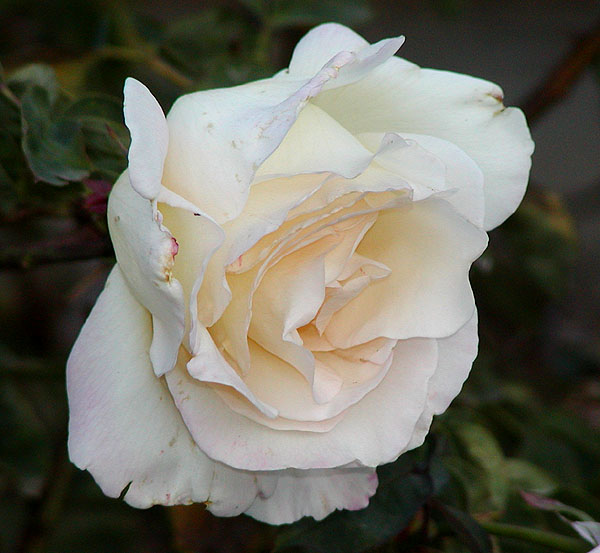
'Garden Party' Swim 1959. En la rosaleda San Jose Heritage Rose Garden.
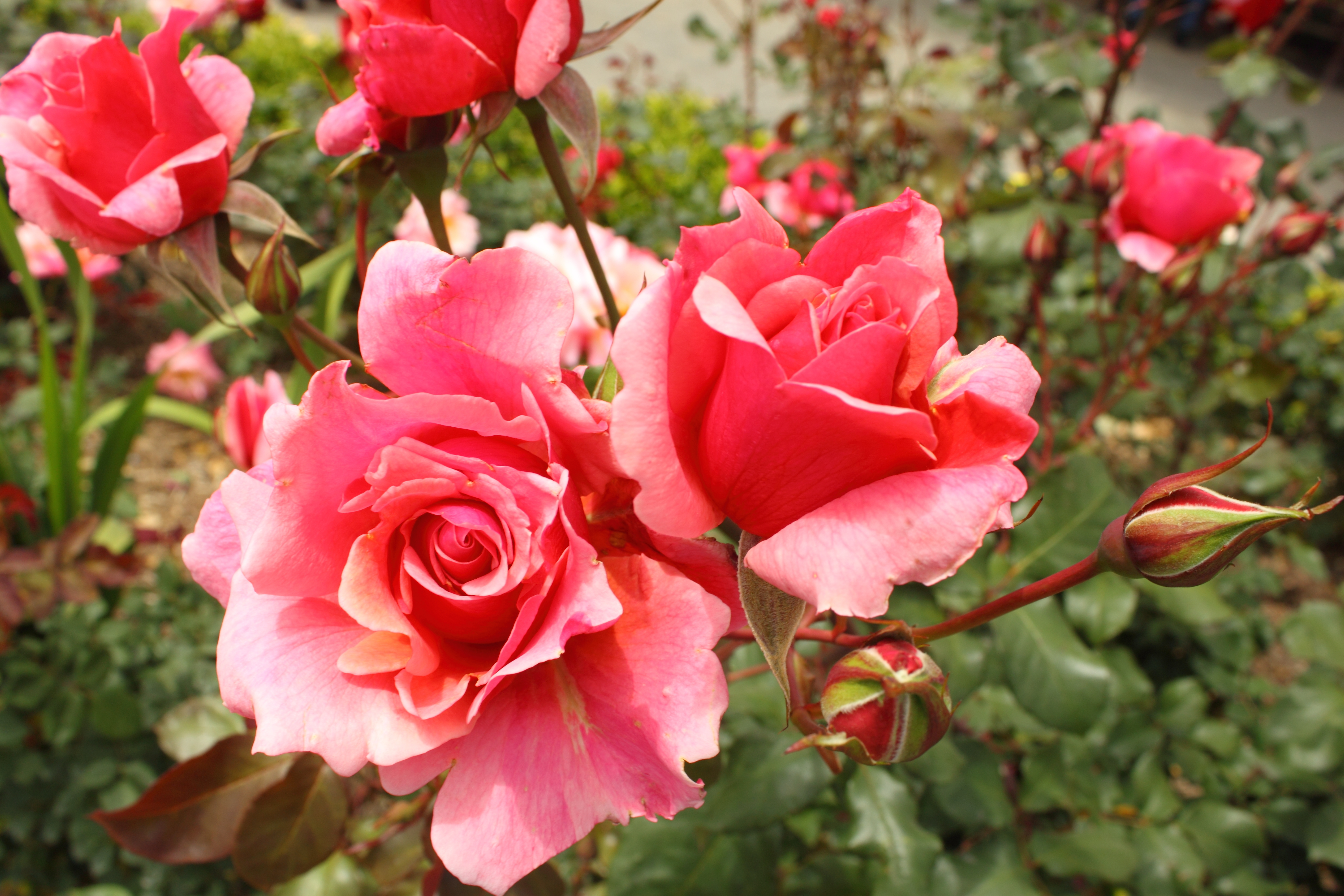
'Duet', Swim 1960.
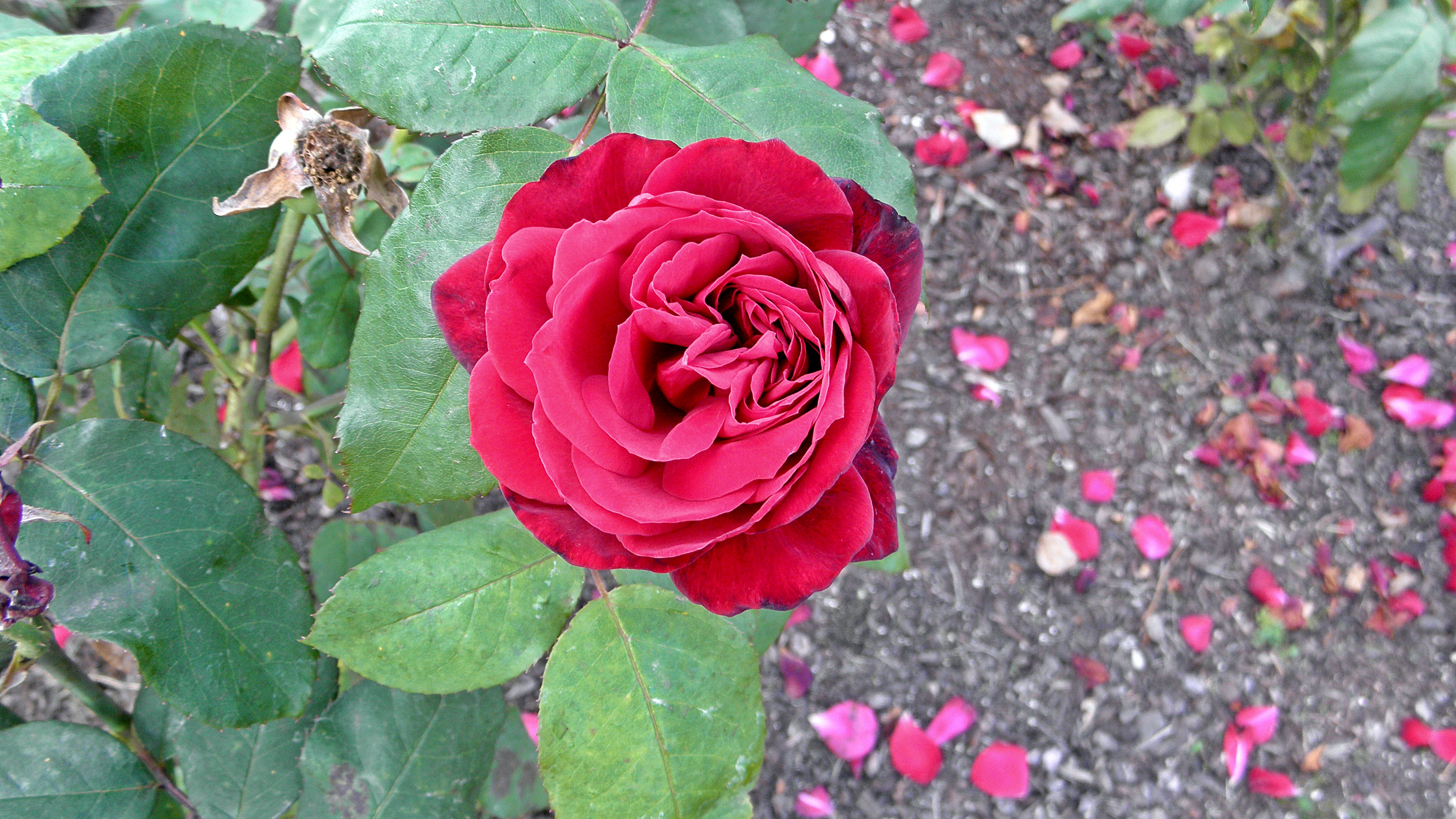
Grandiflora 'John S. Armstrong', Swim 1961.
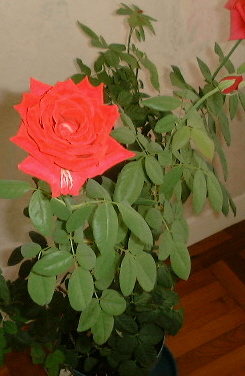
híbrido de té 'Mister Lincoln', Swim & Weeks 1964.
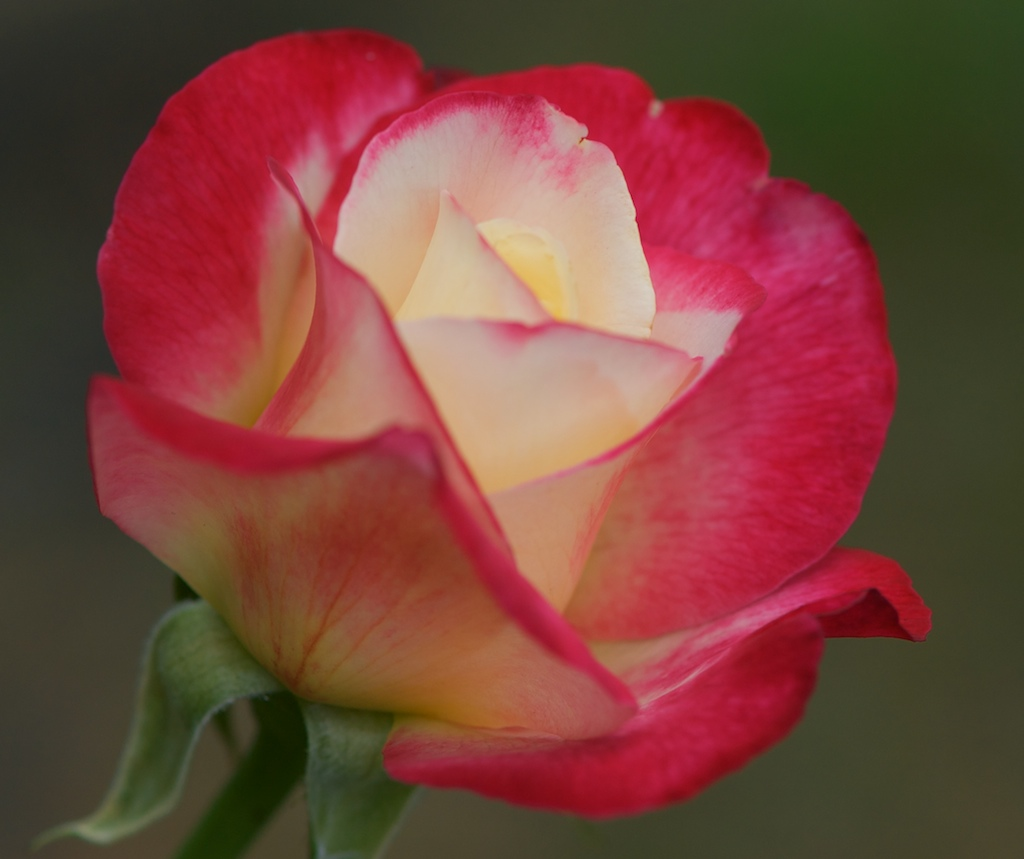
Rosa Tudor 'Double Delight', Swim & Ellis 1977.